# Rodrigo Quiroga
Rodrigo Daniel Quiroga (San Juan, 23 marzo 1987) è un pallavolista argentino, schiacciatore del Rüsselsheim.

## Biografia
Cresce in una famiglia di pallavolisti: è infatti nipote di Raúl Quiroga, medaglia di bronzo ai Giochi della XXIV Olimpiade di Seul, e figlio di Daniel Quiroga, pallavolista con lunghi trascorsi nel campionato italiano; anche suo fratello minore Gonzalo è un pallavolista professionista.

## Carriera

### Club
La carriera di Rodrigo Quiroga inizia a livello giovanile nell'Obras Sanitarias, che lascia solo nella stagione 2005-06, quando inizia la carriera professionistica col Club de Amigos, nella Liga A1 de Vóley argentina, vincendo subito lo scudetto. Si trasferisce quindi in Italia dove, dalla stagione 2006-07 alla stagione 2008-09, gioca in nella Serie A2 vestendo le maglie del Bassano, del Catania e del Cavriago.
Dopo una breve parentesi in Iran al Kalleh Mazandaran, rientra in Italia ingaggiato dalla Callipo di Vibo Valentia, con la quale disputa per la prima volta il campionato di Serie A1. La stagione successiva passa al club greco dell'Īraklīs Salonicco, disputando sia la finale della Coppa di Grecia che la finale scudetto. Tornato in Italia nella stagione 2011-12 con la Robur Angelo Costa, nel mese di gennaio si trasferisce in Turchia al Fenerbahçe fino al termine dell'annata, vincendo sia il campionato che la Coppa di Turchia.
A partire dal campionato 2012-13 gioca in Brasile, disputando la Superliga Série A dapprima con la maglia del Minas, quindi con il VBCE di Maringá nell'annata seguente e con l'APAV in quella 2014-15.
Nella stagione 2015-16 torna dopo dieci anni all'Obras Sanitarias, ma l'esperienza in patria dura un solo anno: nel 2016 si trasferisce negli Emirati Arabi Uniti per vestire la maglia dell'Al-Nasr. Nell'annata 2017-18 è invece di scena nella Polska Liga Siatkówki, ingaggiato dallo Jastrzębski Węgiel; è il prologo ad un nuovo ritorno in Argentina, dove veste per altre due stagioni la maglia dell'Obras Sanitarias.
Nell'ottobre 2020, complice l'infortunio di Floris van Rekom, viene ingaggiato dalla formazione tedesca del Rüsselsheim con cui disputa la 1. Bundesliga 2020-21 e si aggiudica la Coppa di Germania.

### Nazionale
Nel 2007 fa il proprio esordio nella nazionale argentina in occasione della World League, mentre si classifica al secondo posto al campionato sudamericano, risultato che si ripeterà anche quattro edizioni successive (2009, 2011, 2013 e 2015.
Nel 2012 disputa in veste di capitano i Giochi della XXX Olimpiade di Londra.

## Palmarès

### Club
- Campionato argentino: 1

2005-06
- Campionato turco: 1

2011-12
- Coppa di Turchia: 1

2011-12
- Coppa di Germania: 1

2020-21

### Nazionale
- Memorial Hubert Wagner 2012
- Giochi panamericani 2015

### Premi individuali
- 2013 - Campionato sudamericano per club: Miglior ricevitore
- 2013 - Campionato sudamericano: Miglior schiacciatore
- 2015 - Campionato sudamericano: Miglior schiacciatore